# Pomelo
Pomelo este cel mai mare fruct din seria de citrice (Citrus maxima (Merr., Burm. f.),   sau Citrus grandis (L.)), având forma unei pere uriașe de până la 20 cm lungime, de culoare galbenă-verzuie, cu coaja groasă de 1,5 cm, cu pulpa gălbuie, acidulată și ușor amară. Este adesea considerat o varietate a fructului grapefruit, diversele varietăți de grepfrut fiind în mod real hibrizi rezultați din pomelo și diferite soiuri de portocal.

## Istoric
Pomelo este originar din țările Asiei de Sud-Est. Pentru întâia dată, pomelo a fost cultivat pe teritoriul actual al Malaeziei. În China, fructul a fost cultivat pentru prima dată în jurul anului 100 î.Hr., fiind un adevărat simbol în cultura chineză. Chinezii cred că acest fruct îi apără de rele. În prezent, pomelo este cultivat pe zone întinse în China (provinciile Jiangsu, Jiangxi și Fujian) și în centrul Tailandei pe malurile râului Tha Chin; de asemenea este cultivat în Taiwan, sudul Japoniei, Myanmar, India, Bangladesh, Vietnam, Indonezia,
Noua Guinee, Filipine și Tahiti. Mai există plantații și în California, Florida și Israel.
Pomelo poate fi tradus în engleză și denumirea de "shaddock", după numele căpitanului englez de marină Shaddock. Acesta este cel care a adus pentru prima dată semințele de pomelo în Indiile de Vest, în secolul al XVII-lea.

## Caracteristici
Planta arată ca un copăcel cu frunze lucioase, care poate atinge înălțimea de 7 metri (în condițiile în care are spațiu suficient și condiții climaterice adecvate).
- Frunzele sunt de un verde închis, cu un puf scurt pe ele.
- Florile sunt albe, puternic parfumate, cu diametrul de 2,5 cm.
- Fructul arată ca un grapefruit de culoare verde gălbui; are diametrul cuprins între 12 și 27 de centimetri și coaja groasă de 0,5-2,5 cm.

Planta începe să producă fructe cam la 4 ani de la plantare.

## Cultivare și utilizare
Pentru a planta un pomelo în ghiveci, se pot pune la încolțit semințele în vată umedă, sau se poate altoi o tulpină pe orice altă plantă. Se înmultește foarte repede și crește în aproape orice mediu. Nu are nevoie de condiții speciale de umiditate sau lumină, deși preferă solul bogat în materii organice și puțin acid. Trebuie udat, ca orice altă plantă de acest gen.
Are calități nutriționale deosebite (44 calorii), conținând proteine, carbohidrați, calciu, fier, betacaroten, vitaminele B1, B2, și vitamina C.

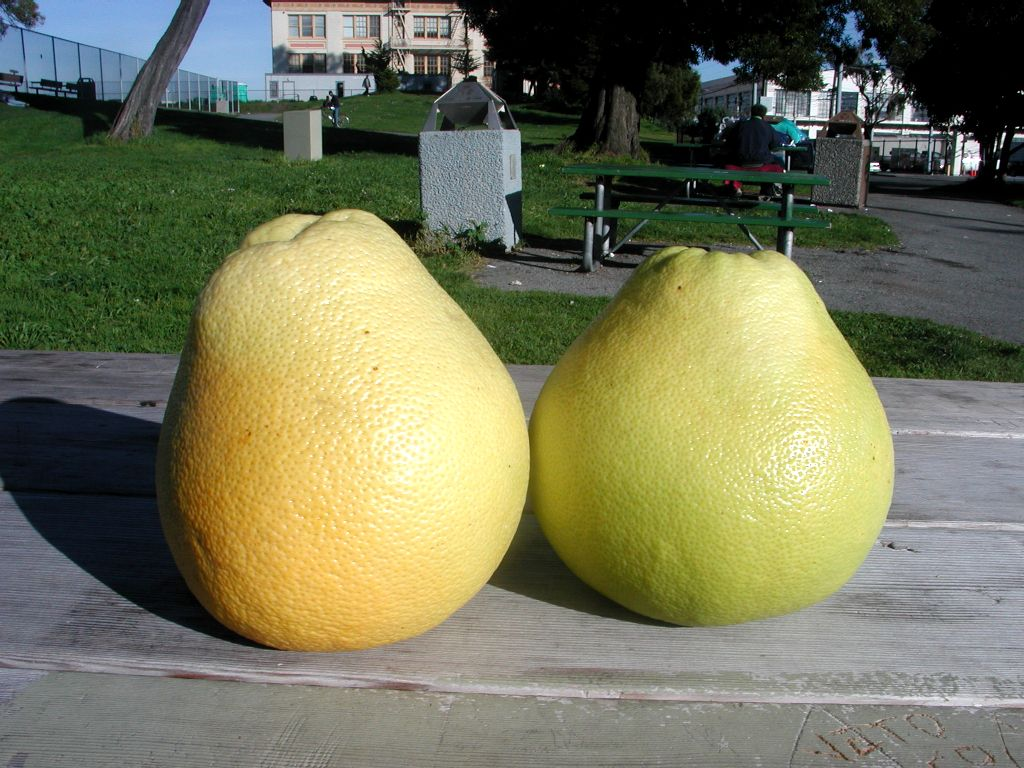
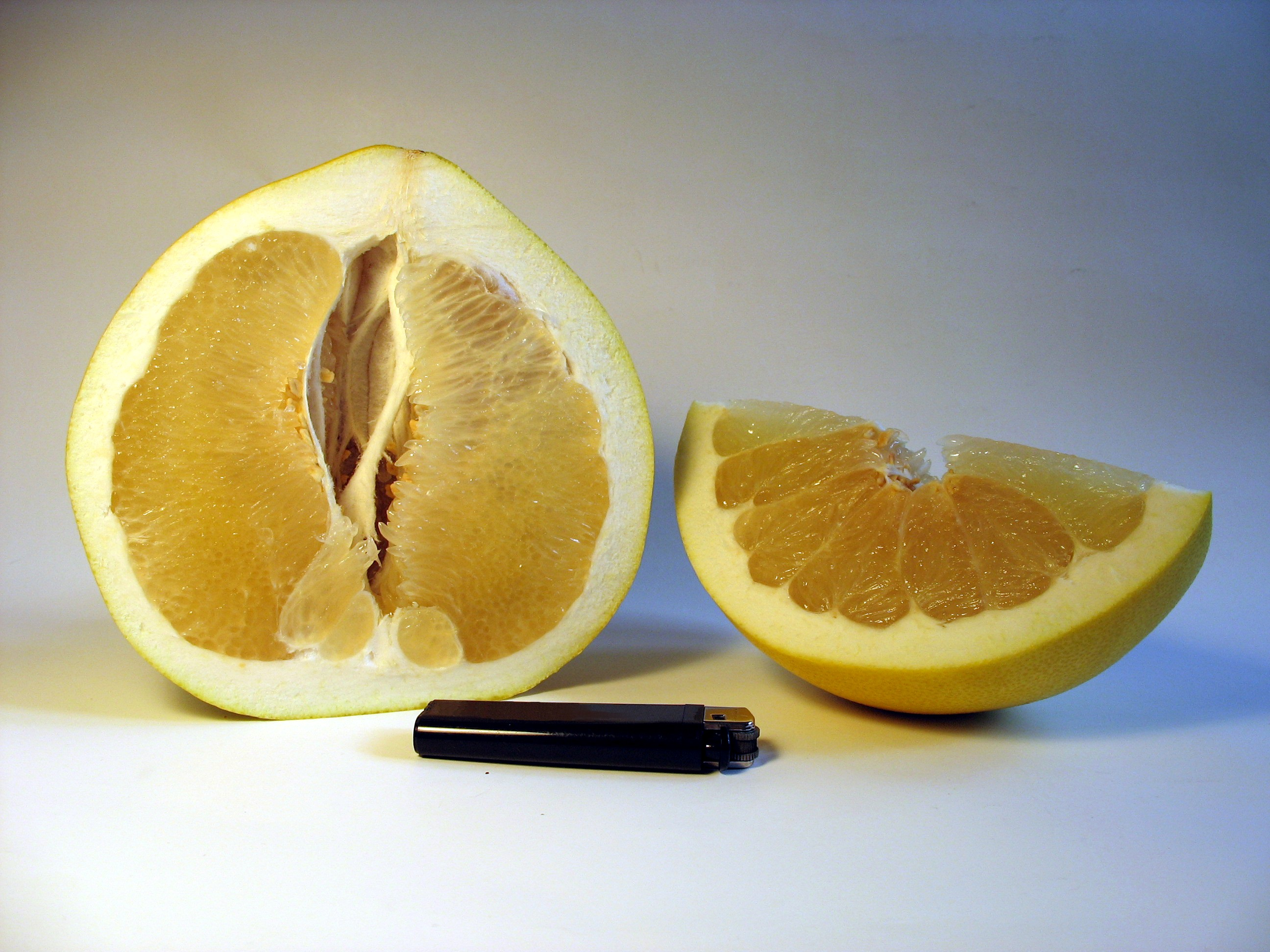
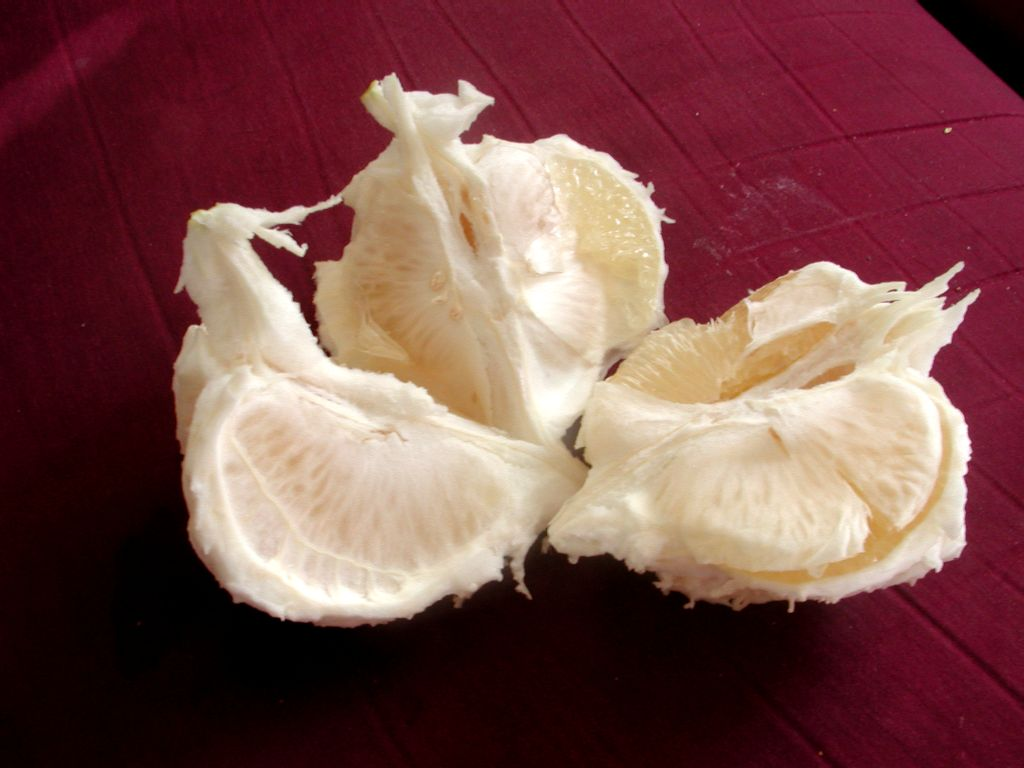
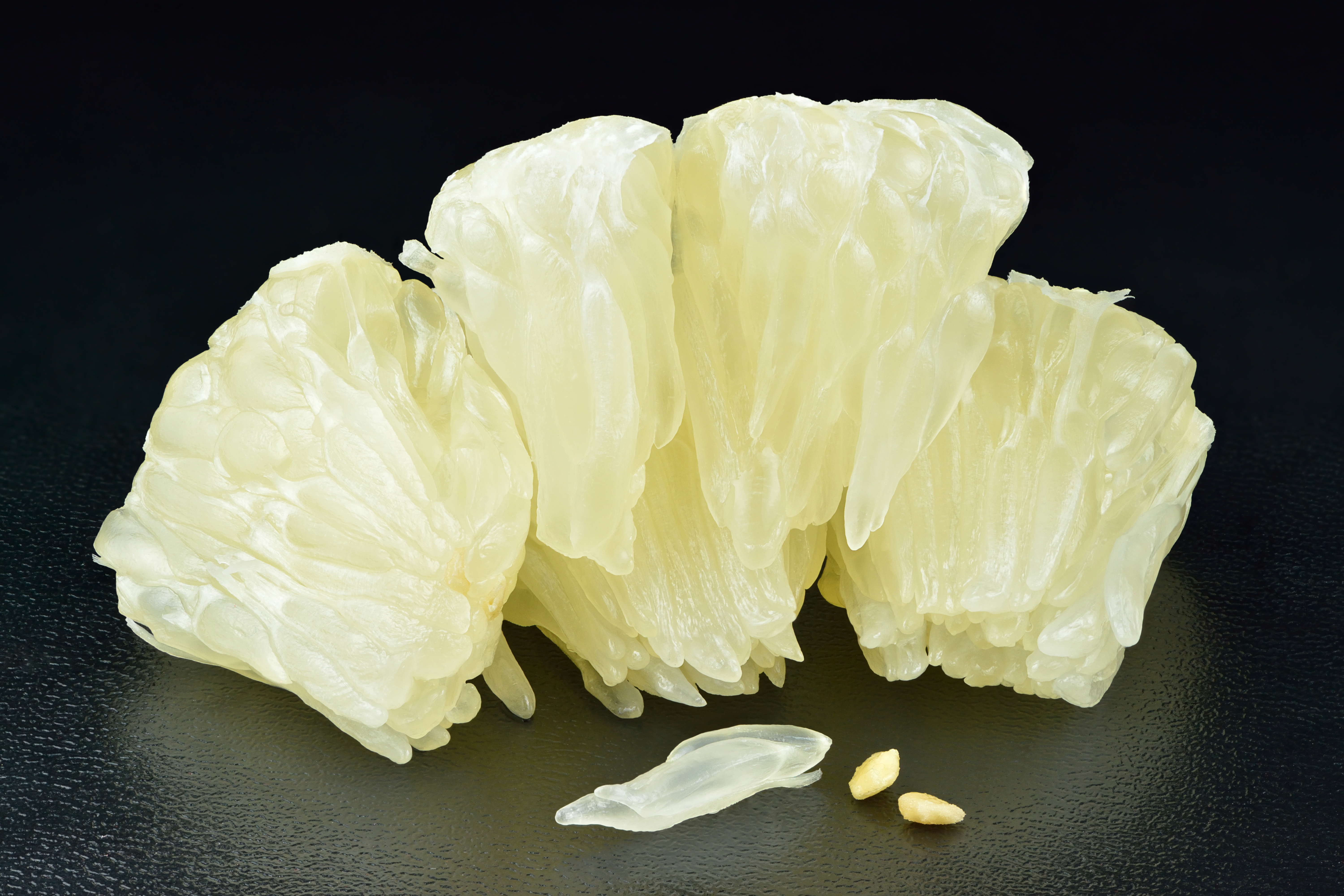
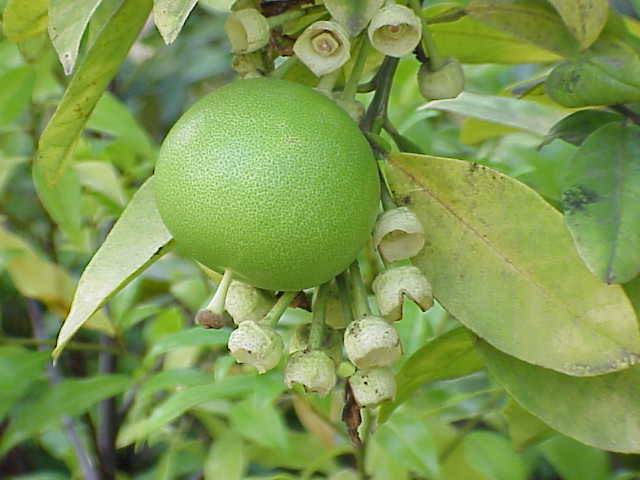
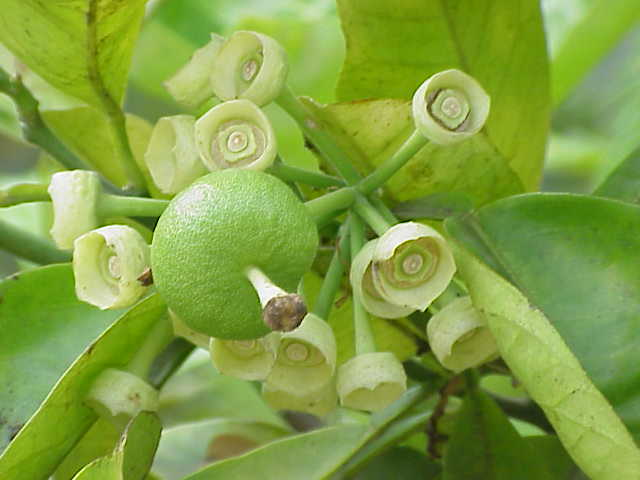
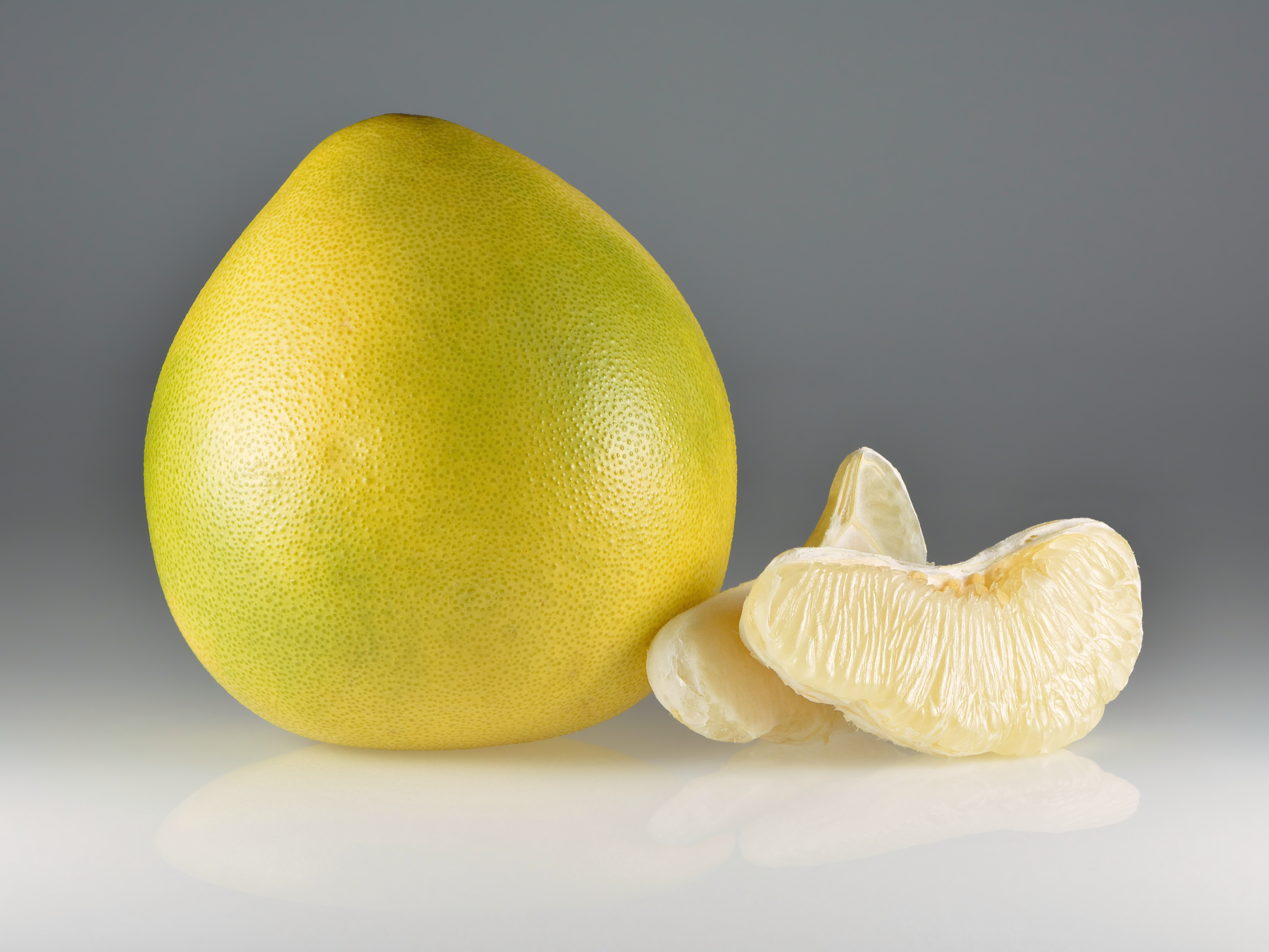
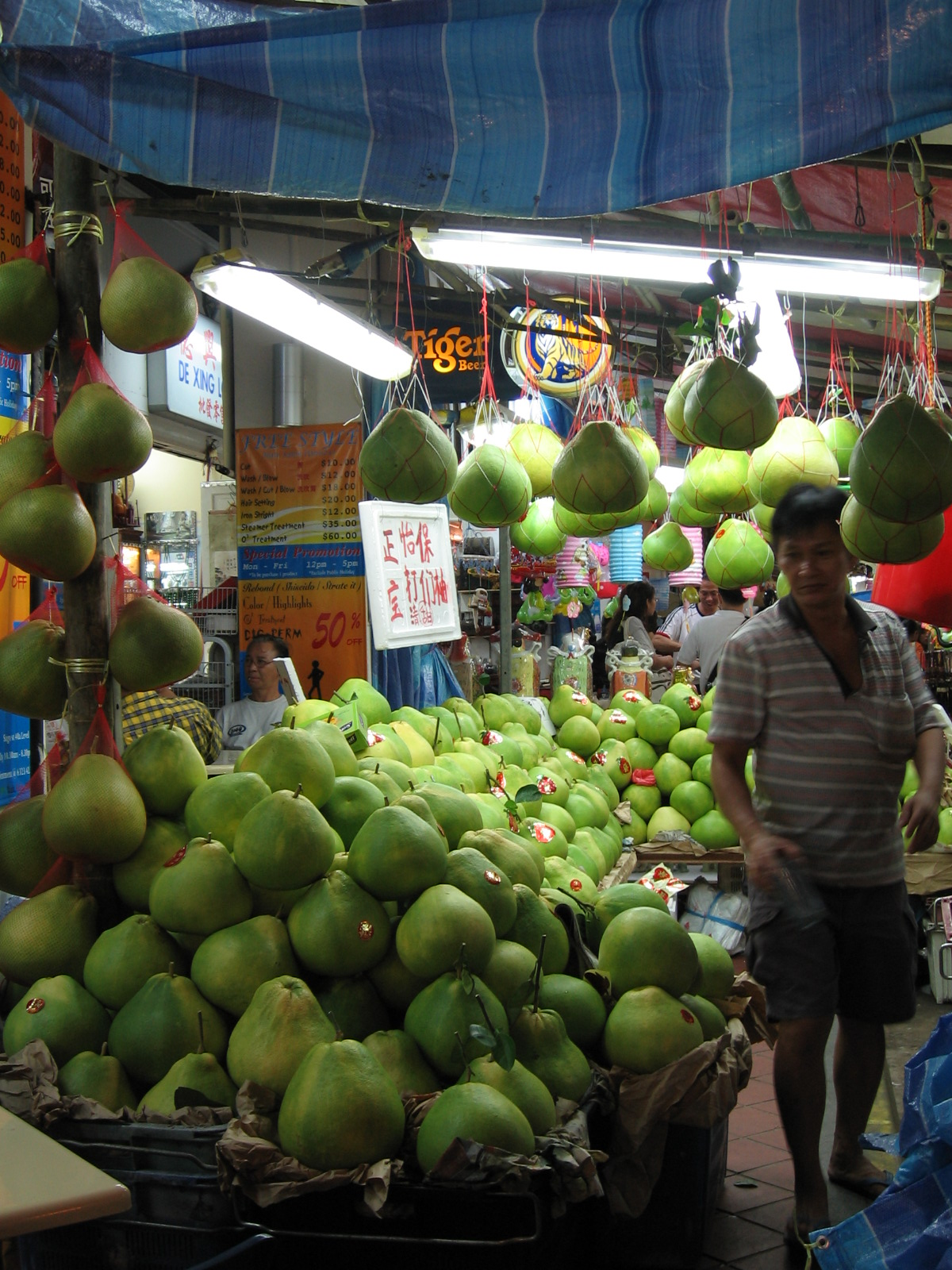